# Natal (Afrique)
Cet article concerne la région en Afrique. Pour les autres significations, voir Natal.
Le Natal est une région d'Afrique du Sud, baptisée ainsi le jour de Noël 1497 par Vasco de Gama quand celui-ci longea ses côtes à la fin du XVe siècle. 
Le Natal fut au XIXe siècle la proie d'âpres combats entre Boers et Zoulous (bataille de Blood River), entre Boers et Anglais en 1842, entre Anglais et Zoulous puis au XXe siècle entre partisans de l'ANC et ceux de l'Inkhata (IFP).

## Histoire

### Natalia
La république de Natalia est constituée en 1838 par les Voortrekkers durant le Grand Trek à la suite de leur victoire sur les Zoulous du roi Dingane à la bataille de Blood River.
Elle est établie conformément au traité, proposé par Piet Retief, que Dingane avait approuvé avant de dénoncer et de tuer Retief et ses compagnons.
En 1843, près de 6000 boers vivent à Natalia.
Inquiets des désordres provoqués par la présence de ces colons boers parmi la population africaine locale et de la pression qu'elle pouvait provoquer sur les frontières orientales de la colonie du Cap ou de son annexion par une puissance étrangère, les Britanniques envahissent la petite république en 1842 en occupant le port de Durban.

### Une province d'Afrique du Sud
De 1910 à 1994, le Natal est une province sud-africaine.

### Le KwaZulu-Natal
Le Natal a été rebaptisé KwaZulu-Natal lors des premières élections multiraciales en avril 1994, quand le bantoustan autonome du KwaZulu fusionna avec la province blanche du Natal. 

## Religions
Au Natal, la secte des shembe, qui regroupe deux millions de dévots, a été créée par un prophète zoulou au début du XXe siècle. Chrétiens mais animistes, les shembe sont courtisés par l'Inkhata et l'ANC.